# Armoriale dei comuni della Mosella
Questa pagina contiene le armi (stemma e blasonatura) dei comuni del dipartimento di Mosella

## A
| Stemma | Nome del comune e blasonatura |
| ------ | --- |
|        | Aboncourt d'argent à la croix cantonnée aux 1 et 4 d'un lion, et aux 2 et 3 d'un alérion, le tout de gueules (d'argento, alla croce accantonata in 1º e 4º da un leone e in 2º e 3º da un alerione, il tutto di rosso) |
|        | Aboncourt-sur-Seille parti d'or à la clef de gueules et de gueules à un saumon contourné d'argent. (partito d'oro, alla chiave di rosso, e di rosso, al salmone rivoltato d'argento posto in palo) |
|        | Abreschviller d'azur à trois pommes de pin d'or (d'azzurro, a tre pigne d'oro) |
|        | Achain d'azur à un monde croisé d'or, cintré de sable, à la bordure d'argent chargée de huit coquilles de gueules (d'azzurro, al mondo crociato d'oro, centrato di nero; alla bordura d'argento caricata di otto conchiglie di rosso) |
|        | Achen coupé de gueules au chevron ployé d'argent et à deux clefs d'or passées en sautoir brochant, et d'or à une croix de Lorraine de gueules (troncato di rosso allo scaglione piegato d'argento, a due chiavi d'oro poste in decusse attraversanti sul tutto, e d'oro, alla croce di Lorena di rosso) |
|        | Adaincourt d'azur à un griffon d'or, au chef d'argent chargé de trois étoiles de gueules (d'azzurro, al grifone d'oro; al capo d'argento caricato di tre stelle di rosso) |
|        | Adelange coupé d'or à une croix de gueules, au franc-quartier d'argent chargé d'un lion de sable, armé et lampassé de gueules et couronné d'or, et de gueule à un chien arrêté d'argent (troncato d'oro, alla croce di rosso e al quartier franco d'argento caricato da un leone di nero, armato e lampassato di rosso e coronato d'oro, e di rosso, al cane fermo d'argento) |
|        | Ajoncourt d'azur à quinze billettes d'or, 5 – 4 – 3 – 2 – 1 (d'azzurro, a quindici plinti d'oro, 5, 4, 3, 2 e 1) |
|        | Alaincourt-la-Côte de gueules au pal d'argent accompagné de deux alérions du même (di rosso, al palo d'argento accompagnato da due alerioni dello stesso) |
|        | Albestroff de gueules à un dextrochère de carnation vêtu d'azur, mouvant d'un nuage d'argent tenant une épée du même garnie d'or, accostée de deux cailloux aussi d'or (di rosso, al destrocherio di carnagione vestito d'azzurro, movente da una nuvola d'argento e tenente una spada dello stesso guarnita d'oro, accostata da due pietre pure d'oro) |
|        | Algrange De gueules à un marteau d'argent posé en pal, chargé d'un dragon contourné d'or, les ailes éployées et la queue tortillée autour du manche du marteau. (di rosso, al martello d'argento posto in palo, caricato da un drago rivoltato d'oro, con le ali spiegate e la coda attortigliata al manico del martello) |
|        | Alsting D'argent à deux clefs passées en sautoir, l'une d'azur et l'autre de gueules, accompagnées en chef d'une tête de lion de sable et en pointe d'une croisette pattée du même (d'argento, a due chiavi passate in decusse, una d'azzurro e l'altra di rosso, accompagnate in capo da una testa di leone di nero e in punta da una crocetta patente dello stesso) |
|        | Altrippe De gueules à deux clefs d'or passées en sautoir, à un agneau pascal d'argent brochant en abîme, à la champagne ondée du même. (di rosso, a due chiavi d'oro passate in decusse, all'agnello pasquale d'argento attraversante in abisso, alla campagna ondata dello stesso) |
|        | Altviller De gueules à une colombe d'argent tenant dans son bec la Sainte Ampoule, accompagnée en pointe de deux cailloux d'or (di rosso, alla colomba d'argento tenente nel becco la Santa Ampolla, accompagnata in punta da due pietre d'oro) |
|        | Alzing D'azur aux trois lionceaux couronnés d'argent, à la croix alaisée d'or brochant sur le tout (d'azzurro, a tre lioncelli coronati d'argento, alla croce scorciata d'oro attraversante sul tutto) |
|        | Amanvillers De gueules à la fleur de lys d'argent, florencée de sinople, accompagnée de trois molettes d'or, percées aussi d'argent (di rosso, al giglio d'argento, fiorito di verde, accompagnato da tre rotelle di sperone d'oro, forate pure d'argento) (in realtà il disegno rappresenta un giglio fogliato e non fiorito) |
|        | Amnéville D'azur à deux 2 bars adossés d'or, accompagnés de trois croisettes recroisetées au pied fiché du même et d'une colombe fondante d'argent en chef (d'azzurro, a due barbi addossati d'oro, accompagnati da tre crocette ricrociate e fitte dello stesso e una colomba cadente d'argento in capo) |
|        | Ancerville d'hermine à quatre fasces de gueules (d'armellino, a quattro fasce di rosso) |
|        | Angevillers Parti de gueules à un dextrochère de carnation vêtu d'azur, mouvant d'un nuage d'argent tenant une épée du même garnie d'or, accostée de deux cailloux aussi d'or, et d'argent à trois chevrons de gueules (partito di rosso, al destrocherio di carnagione vestito d'azzurro, movente da una nuvola d'argento e tenente una spada dello stesso guarnita d'oro, accostata da due pietre pure d'oro, e d'argento, a tre scaglioni di rosso) |
|        | Antilly Ecartelé : au premier et au quatrième d'azur à la plume d'argent posée en bande, au deuxième de gueules à trois annelets entrelacés d'or, au troisième de gueules au chevron d'or, accompagné en chef de deux croissants d'argent et en pointe d'une étoile du même. (inquartato: nel 1º e 4º d'azzurro, alla piuma d'argento posta in banda; nel 2º di rosso, a tre anelletti intrecciati d'oro; nel 3º di rosso, allo scaglione d'oro, accompagnato in capo da due crescenti d'argento e in punta da una stella dello stesso)                                                                                             |
|        | Anzeling D'or à la bande de sable chargée de trois tours d'argent. (d'oro, alla banda di nero caricata di tre torri d'argento) |
|        | Apach D'or à la bande de gueules chargée de trois coquilles d'argent, à une crosse de gueules brochant en barre. (d'oro, alla banda di rosso caricata di tre conchiglie d'argento, al pastorale di rosso attraversante in sbarra) |
|        | Argancy de gueules à un mur d'or, maçonnée de sable, mouvant d'une rivière ondée d'azur, sommé d'un dextrochère de carnation, vêtu d'azur, mouvant d'une nuée d'argent, et tenant une épée du même, garnie d'or, accostée en chef de deux cailloux aussi d'or (di rosso, al muro d'oro, murato di nero, movente da un fiume ondato d'azzurro, cimato da un destrocherio di carnagione vestito d'azzurro, movente da una nuvola d'argento e tenente una spada dello stesso, guarnita d'oro e accostata in capo da due pietre pure d'oro)                                                                                             |
|        | Arraincourt d'azur à une gerbe de blé d'or surmontée d'un soleil du même (d'azzurro, al covone di grano d'oro sormontato da un sole dello stesso) |
|        | Arriance Parti : au premier de gueules à une clef d'or, adextrée d'une croix patriarcale d'argent, au second de sable au lion d'argent, couronné, armé et lampassé d'or (partito: nel 1º di rosso, alla chiave d'oro, addestrata da una croce patriarcale d'argento; nel 2º di nero, al leone d'argento, coronato, armato e lampassato d'oro) |
|        | Arry Mi-parti : au premier d'azur semé de croisettes recroisetées au pied fiché d'or aux deux bars adossés du même brochant sur le tout, celui de dextre engoulant un anneau aussi d'or, au second de gueules à la croix d'argent. (semipartito: nel 1º d'azzurro seminato di crocette ricrocettate e fitte d'oro a due barbi addossati dello stesso, quello di destra ingollante un anelletto pure d'oro; nel 2º di rosso, alla croce d'argento) |
|        | Ars-Laquenexy Coupé : au premier d'argent à la croix alésée de gueules, au second d'azur à deux ramures de cerf d'or ; à la fasce de sable brochant sur la partition (troncato: nel 1º d'argento, alla croce scorciata di rosso; nel 2º d'azzurro, a due rami di cervo d'oro; alla fascia di nero attraversante sulla partizione) |
|        | Ars-sur-Moselle parti d'or à une tour de sable, maçonnée d'argent, ouverte sur toute sa hauteur d'or, soutenue d'une fasce ondée d'azur et de gueules à un dextrochère de carnation vêtu d'azur mouvant d'un nuage d'argent, tenant une épée d'argent garnie d 'or accostée de deux cailloux d 'or (partito: nel 1º d'oro, alla torre di nero, murata d'argento, aperta per tutta l'altezza d'oro, sostenuta da una fascia ondata d'azzurro; nel 2º al destrocherio di carnagione vestito d'azzurro, movente da una nuvola d'argento e tenente una spada dello stesso, guarnita d'oro e accostata in capo da due pietre pure d'oro) |
|        | Arzviller coupé d'or au lion issant d'azur, couronné, armé et lampassé d'or, et fuselé d'argent et de gueules (troncato: nel 1º d'oro, al leone nascente d'azzurro, coronato, armato e lampassato d'oro; nel 2º fusato d'argento e di rosso) |
|        | Aspach de gueules à l'étoile de six rais d'or, à la bordure de même (di rosso, alla stella di sei raggi d'oro, alla bordura dello stesso) |
|        | Attilloncourt parti de gueules et d'argent, à la bordure d'azur (partito di rosso e d'argento, alla bordura d'azzurro) |
|        | Augny de gueules à la fasce d'argent, accompagnée en chef d'une croisette tréflée d'or, et en pointe d'une coquille d'argent (di rosso, alla fascia d'argento, accompagnata in capo da una crocetta trifogliata d'oro e in punta da una conchiglia d'argento) |
|        | Aulnois-sur-Seille d'argent à la fasce de sable, au lion léopardé de gueules en chef (d'argento, alla fascia di nero, al leone illeopardito di rosso in capo) |
|        | Ay-sur-Moselle de sable à une croix échiquetée d'or et de gueules (di nero, alla croce scaccata d'oro e di rosso) |
|        | Azoudange mi-parti de gueules à deux saumons adossés d'argent, et d'argent à la croix de gueules (semipartito di rosso, a due salmoni addossati d'argento, e d'argento, alla croce di rosso) |

## B
| Stemma | Nome del comune e blasonatura |
| ------ | --- |
|        | Baerenthal de sable à un ours passant d'argent, chapé-ployé d'or à une étoile de gueules à dextre (di nero, all'orso passante d'argento, mantellato ritondato d'oro, alla stella di rosso a destra) (arma parlante) |
|        | Barst d'azur à un agneau d'argent surmonté d'une fleur de lys d'or; à la bordure d'argent (d'azzurro, all'agnello d'argento sormontato da un giglio d'oro; alla bordura d'argento) |
|        | Basse-Ham de gueules à une église d'argent (di rosso, alla chiesa d'argento) |
|        | Bazoncourt de gueules à un monde cintré et croisé d'or (di rosso, al mondo centrato e crociato d'oro) |
|        | Bertrange burelé d'or et d'azur de dix pièces (burellato d'oro e d'azzurro di dieci pezzi) |
|        | Betting d'or à un cep de vigne de sinople, fruité de trois grappes de gueules (d'oro, al ceppo di vite di verde, fruttato di tre pezzi di rosso) |
|        | Beux parti barré d'or et d'azur de huit pièces, et bandé d'argent et de gueules de huit pièces (partito: nel 1º sbarrato d'oro e d'azzurro di otto pezzi; nel 2º bandato d'argento e di rosso di otto pezzi) |
|        | Bibiche De gueules à un castor d'argent, accompagné en chef de trois coquilles du même. (di rosso, al castoro d'argento, accompagnato in capo da tre conchiglie dello stesso) |
|        | Bioncourt d'argent à la fasce d'azur (d'argento, alla fascia d'azzurro) |
|        | Bitche d’argent à une mâcle de sable, gringolée de deux têtes de serpent, celle du chef penchée à dextre, celle de la pointe s’élevant à senestre (d'argento, alla losanga vuota, anguifera di due teste di serpente, quella in capo pendente a destra, quella in punta che si innalza a sinistra, il tutto di nero) |
|        | Bliesbruck losangé de gueules et d'argent (losangato di rosso e d'argento) |
|        | Boulange de gueules à un dextrochère de carnation vêtu d'azur, mouvant d'un nuage d'argent tenant une épée d'argent garnie d'or, accostée de deux cailloux du même, une étoile à six rais aussi d'or brochant en coeur sur la lame (di rosso, al destrocherio di carnagione vestito d'azzurro, movente da una nuvola d'argento e tenente una spada dello stesso, guarnita d'oro e accostata in capo da due pietre pure d'oro, alla stella di sei raggi pure d'oro attraversante in cuore sulla lama) |
|        | Boulay-Moselle d'or à la bande de gueules chargée de trois alérions d'argent, accompagnée de deux croisettes ancrées aussi de gueules (d'oro, alla banda di rosso caricata di tre alerioni d'argento, accompagnata da due crocette ancorate pure di rosso) |
|        | Bourgaltroff parti au 1 de gueules à un dextrochère de carnation, vêtu d'azur, mouvant d'un nuage d'argent, tenant une épée haute d'argent garnie d'or, accostée de deux cailloux d'or ; au 2 d'or au lion de gueules (partito: nel 1º di rosso, al destrocherio di carnagione vestito d'azzurro, movente da una nuvola d'argento e tenente una spada dello stesso, guarnita d'oro e accostata in capo da due pietre pure d'oro; nel 2º d'oro, al leone di rosso)                                    |
|        | Bousbach d'argent au lion de sable, armé et lampassé de gueules, à la fasce ondée d'azur brochant (d'argento, al leone di nero, armato e lampassato di rosso, alla fascia ondata d'azzurro attraversante) |
|        | Bousseviller d'azur à trois annelets d'or (d'azzurro, a tre anelletti d'oro) |
|        | Brouderdorff d'or à deux lions adossés aux queues nouées d'azur, armés, couronnés et lampassés d'or (d'oro, a due leoni addossati con la coda annodata d'azzurro, armati, coronati e lampassati d'oro) (in realtà il disegno rappresenta due leoni con le code passate in decusse e non annodate) |
|        | Buding de gueules au lion d'or, accompagné de trois besants du même (di rosso, al leone d'oro, accompagnato da tre bisanti dello stesso) |
|        | Buhl-Lorraine De Gueules au Mont de Trois coupeaux d'or, soutenant un alérion d'argent (di rosso, al monte di tre cime d'oro, sostenente un alerione d'argento) |

## C
| Stemma | Nome del comune e blasonatura |
| ------ | --- |
|        | Cattenom Coupé d'argent et de sable à une escarboucle de huit rais d'or, fleurdelisée sur la croix et pommetée sur le sautoir, brochant sur la partition. (troncato d'argento e di nero, al raggio di carbonchio di otto raggi d'oro, fiordalisato sulla croce e pomettato sul decusse, attraversante sulla partizione) |
|        | Chailly-lès-Ennery parti au 1 de gueules au dextrochère de carnation, vêtu d'azur, mouvant d'un nuage d'argent, tenant une épée du même, garnie d'or, accostée en chef de deux cailloux du même, au 2 aussi de gueules à la bande d'argent chargée de trois coquilles de sable (partito: nel 1º di rosso, al destrocherio di carnagione vestito d'azzurro, movente da una nuvola d'argento e tenente una spada dello stesso, guarnita d'oro e accostata in capo da due pietre pure d'oro; nel 2º pure di rosso, alla banda d'argento caricata da tre conchiglie di nero) |
|        | Chambrey coupé de gueules et d'or, à deux besants en chef et un tourteau en pointe de l'un en l'autre (troncato di rosso e d'oro, a tre bisanti dell'uno nell'altro) |
|        | Château-Rouge de gueules à la fasce échiquetée d'azur et d'argent de deux tires (di rosso, alla fascia scaccata d'azzurro e d'argento di due file) |
|        | Château-Salins parti, en 1 d'or à la bande de gueules chargée de trois alérions d'argent, et en 2 de gueules à la coquille d'argent (partito: nel 1º d'oro, alla banda di rosso caricata di tre alerioni d'argento; nel 2º di rosso, alla conchiglia d'argento) |
|        | Chémery-les-Deux D'argent à un mont de trois coupeaux de gueules, chapé d'azur. (d'argento, al monte di tre cime di rosso, mantellato d'azzurro) |
|        | Chicourt de gueules à l'écusson d'argent accompagné de trois besants d'or posés deux en chef et un en pointe (di rosso, allo scudetto d'argento accompagnato da tre bisanti d'oro, 2 in capo e 1 in punta) |
|        | Chieulles d'argent au chevron d'azur, accompagné de 3 pommes de pin de sinople (d'argento, allo scaglione d'azzurro, accompagnato da tre pigne di verde) |
|        | Coin-sur-Seille De gueules à l'aigle d'or chargée d'un écusson losangé d'argent et de sable. (di rosso, all'aquila d'oro caricata in cuore di uno scudetto losangato d'argento e di nero) |
|        | Coincy d’azur au pal componé d’argent et de gueules (d'azzurro, al palo composto d'argento e di rosso di cinque pezzi) |
|        | Condé (stemma del villaggio prima della sua fusione con i villaggi di Northen, Pontigny e Loutremange) - (d'argento, alla pergola ondata d'azzurro caricata in cuore da un alerione di rosso) |
|        | Craincourt d'argent à deux lions léopardés de gueules (d'argento, a due leoni illeoparditi di rosso l'uno sull'altro) |
|        | Cuvry D'or à une tour de sable, chapé d'azur chargé des lettres S et N onciales du champ. (d'oro, alla torre di nero, mantellato d'azzurro caricato dalle lettere S e N onciali del campo) |

## D
| Stemma | Nome del comune e blasonatura |
| ------ | --- |
|        | Dalem d'argent à la bande vivrée d'azur (d'argento, alla banda a spina di pesce d'azzurro) |
|        | Dalstein d'argent à la bordure de gueules, à la bande du même chargée de trois coquilles du champ brochant sur le tout. (d'argento, alla bordura di rosso, alla banda dello stesso caricata di tre conchiglie del campo attraversante sul tutto) |
|        | Delme - (partito: nel 1º d'oro, alla banda di rosso caricata di tre alerioni d'argento; nel 2º di rosso a due barbi d'argento addossati, accompagnati da quattro crocette ricrocettate e col piede fitto dello stesso ordinate 1, 2 e 1)         |
|        | Dieuze de gueules à trois bandes courbées d'argent (di rosso, a tre bande centrate d'argento) |
|        | Diffembach-lès-Hellimer de gueules à la fasce ondée d'argent, accompagnée de trois alérions du même (di rosso, alla fascia ondata d'argento, accompagnata da tre alerioni dello stesso)                                                          |
|        | Distroff de gueules au chef d'argent chargé de trois fusées accolées de sable (di rosso, al capo d'argento caricato di tre fusi accollati di nero)                                                                                               |

## E
| Stemma | Nome del comune e blasonatura |
| ------ | --- |
|        | Ébersviller D'or à une clef de gueules posée en pal, à un sanglier de sable brochant sur le tout. (d'oro, alla chiave di rosso posta in palo, al cinghiale di nero attraversante sul tutto)                                                             |
|        | Éblange D'azur à une crosse d'or, accostée en chef de deux fleurs de lys du même, à un mouton d'argent brochant sur le tout. (d'azzurro, al pastorale d'oro, accostato in capo da due gigli dello stesso, al montone d'argento attraversante sul tutto) |
|        | Éguelshardt d'or à la fasce vivrée de gueules, surmontée d'une croix de Lorraine du même (d'oro, alla fascia dentata di rosso, sormontata dalla croce di Lorena dello stesso)                                                                           |
|        | Ennery de gueules à une bande d'argent chargée de trois coquilles de sable (di rosso, alla banda d'argento caricata di tre conchiglie di nero) |
|        | Ernestviller d'argent à six losanges accolées de gueules posées 3 et 3, à la lettre gothique E d'or brochant sur le tout (d'argento, a sei losanghe accollate di rosso poste 3 e 3, alla lettera gotica E d'oro attraversante sul tutto)                |
|        | Évrange Fascé d'or et d'azur de six pièces; au chef de gueules chargé de trois merlettes d'argent (fasciato d'oro e d'azzurro; al capo di rosso caricato di tre merlotti d'argento)                                                                     |

## F
| Stemma | Nome del comune e blasonatura |
| ------ | --- |
|        | Falck D'or à deux bougies alaisées et fichées en chef de gueules; à la bordure du même (d'oro, a due candele scorciate, appuntite in capo e accese di rosso; alla bordura dello stesso) |
|        | Farschviller d'or à trois pals d'azur, au lion brochant d'argent, couronné, armé et lampassé du champ (d'oro, a tre pali d'azzurro, al leone attraversante d'argento, coronato, armato e lampassato del campo) |
|        | Fénétrange d'azur à la fasce d'argent (d'azzurro, alla fascia d'argento) |
|        | Féy parti d'azur à un hêtre arraché d'or; et de gueules à un dextrochère de carnation, vêtu d'azur, mouvant d'un nuage d'argent, tenant une épée du même, garnie d'or, accostée de deux cailloux du même (partito: nel 1º d'azzurro, al faggio sradicato d'oro; nel 2º di rosso, al destrocherio di carnagione vestito d'azzurro, movente da una nuvola d'argento e tenente una spada dello stesso, guarnita d'oro e accostata in capo da due pietre pure d'oro)                                                                                       |
|        | Flocourt parti de gueules à un dextrochère de carnation, vêtu d'azur, mouvant d'un nuage d'argent, tenant une épée du même, garnie d'or, accostée de deux cailloux du même , mi-parti d'azur à l'aigle d'or (partito: nel 1º di rosso, al destrocherio di carnagione vestito d'azzurro, movente da una nuvola d'argento e tenente una spada dello stesso, guarnita d'oro e accostata in capo da due pietre pure d'oro; nel 2º semipartito d'azzurro all'aquila d'oro)                                                                                  |
|        | Fontoy d'or à l'aigle de gueules becquée et membrée de sable au lambel à quatre pendants d'azur brochant sur le tout. (d'oro, all'aquila di rosso, rostrata e membrata di nero, al lambello a quattro gocce d'azzurro attraversante sul tutto) |
|        | Forbach d'argent au lion de sable, armé et lampassé de gueules (d'argento, al leone di nero, armato e lampassato di rosso) |
|        | Foulcrey D'azur à la colombe d'argent tenant en son bec la Sainte Ampoule d'or, accostée de deux fleurs de lys d'or et surmontée de trois aiglettes d'argent disposées 2 - 1 (d'azzurro, alla colomba d'argento tenente nel becco la Santa Ampolla d'oro, accostata da due gigli dello stesso e sormontata da tre aquilotti d'argento disposti 2 e 1) |
|        | Foville parti de gueules à un dextrochère de carnation, vêtu d'azur, mouvant d'un nuage d'argent, tenant une épée du même, garnie d'or, accostée de deux cailloux du même et d'azur à trois fleurs de lys d'or (partito: nel 1º di rosso, al destrocherio di carnagione vestito d'azzurro, movente da una nuvola d'argento e tenente una spada dello stesso, guarnita d'oro e accostata in capo da due pietre pure d'oro; nel 2º d'azzurro, a tre gigli d'oro)                                                                                         |
|        | Fraquelfing échiqueté d'argent et de sable au lion de sinople brochant (scaccato d'argento e di nero, al leone di verde attraversante) |
|        | Freistroff Parti : au premier d'or à la bande de gueules chargée de trois alérions d'argent, au second mi-parti de gueules à l'aigle d'argent, accompagnée de trois cailloux du même. (partito: nel 1º d'oro, alla banda di rosso caricata di tre alerioni d'argento; nel 2º semipartito di rosso, all'aquila d'argento accompagnata da tre pietre dello stesso) |
|        | Frémestroff parti de gueules à un dextrochère de carnation, vêtu d'azur, mouvant d'un nuage d'argent, tenant une épée du même, garnie d'or, accostée de deux cailloux du même, et d'argent à la fasce de gueules, une crosse d'azur brochant en pal (partito: nel 1º di rosso, al destrocherio di carnagione vestito d'azzurro, movente da una nuvola d'argento e tenente una spada dello stesso, guarnita d'oro e accostata in capo da due pietre pure d'oro; nel 2º d'argento, alla fascia di rosso, al pastorale d'azzurro attraversante sul tutto) |
|        | Fribourg d'argent à une croix de gueules (d'argento, alla croce di rosso) |

## G
| Stemma | Nome del comune e blasonatura |
| ------ | --- |
|        | Gerbécourt de gueules à un alérion d'argent accompagné de trois gerbes d'or. (di rosso, all'alerione d'argento accompagnato da tre covoni d'oro) |
|        | Goetzenbruck coupé : au premier parti au I de gueules au huchet d'argent surmonté d'un alérion du même et au II d'argent au mont de trois coupeaux de gueules sommé d'un drapeau aux armes de France, la hampe d'or, au second d'azur à la fasce d'argent, au chaudron d'or sur un feu de gueules, brochant sur le tout (semipartito troncato: nel 1º di rosso, al corno da caccia d'argento sormontato da un alerione dello stesso; nel 2ºd'argento, al monte di tre cime di rosso cimato da uno stendardo con le armi di Francia, all'asta d'oro; nel 3º d'azzurro, alla fascia d'argento, al calderone d'oro, su un fuoco di rosso, attraversante sul tutto) (in realtà il disegno rappresenta, nel 2° quadrante, un monte di tre cime di verde) |
|        | Goin d'azur à une croix d'argent, cantonnée de quatre fleurs de lys d'or (d'azzurro, alla croce d'argento, accantonata da quattro gigli d'oro) |
|        | Gravelotte De gueules aux trois besants d'or, le premier chargé d'une ombre de croisette pattée, au chef d'argent chargé de trois coquilles de sable. (di rosso, a tre bisanti d'oro, il primo caricato da un'ombra di croce patente; al capo d'argento caricato di tre conchiglie di nero) |
|        | Gréning d'or à une bande de gueules chargée de trois alérions d'argent, à la crosse d'azur brochant en barre (d'oro, alla banda di rosso, caricata di tre alerioni d'argento, al pastorale d'azzurro attraversante in sbarra) |
|        | Grindorff parti d'or à la bande de gueules chargée de trois alérions d'argent, et d'argent au lion à double queue de gueules, couronné d'or (partito: nel 1º d'oro, alla banda di rosso, caricata di tre alerioni d'argento; nel 2º d'argento, al leone con la coda biforcata di rosso, coronato d'oro) |
|        | Grosbliederstroff coupé ondé de gueules à l'alérion d'argent, et d'azur au foudre d'or (troncato ondato di rosso, all'alerione d'argento, e d'azzurro, al fulmine d'oro) |
|        | Grostenquin parti de gueules au dextrochère de carnation, vêtu d'azur mouvant d 'un nuage d'argent tenant une épée d'argent garnie d'or accostée de deux cailloux d'or; et d'argent au lion de sable, armé lampassé et couronné d'or (partito: nel 1º di rosso, al destrocherio di carnagione vestito d'azzurro, movente da una nuvola d'argento e tenente una spada dello stesso, guarnita d'oro e accostata in capo da due pietre pure d'oro; nel 2º d'argento, al leone di nero, armato, lampassato e coronato d'oro) |
|        | Grundviller d'or à trois pals d'azur, chaussé de sinople, au filet en chevron renversé d'argent brochant sur la partition (d'oro, a tre pali d'azzurro, calzato di verde, al filetto in scaglione rovesciato d'argento attraversante sulla partizione) |
|        | Guebenhouse d'or à trois pals d'azur et trois mitres d'argent brochant sur le tout (d'oro, a tre pali d'azzurro e tre mitre d'argento attraversanti sul tutto) |
|        | Guénange mi-parti : au premier d'or à la croix de gueules, cantonnée de vingt billettes du même, cinq par canton ordonnées en sautoir, au second fascé d'or et d'azur de six pièces (semipartito; nel 1º d'oro, alla croce di rosso, accantonata da venti biglietti dello stesso, cinque per cantone ordinati in decusse; nel 2º fasciato d'oro e d'azzurro) |
|        | Guinzeling d'azur à la fasce d'argent accompagnée de trois cailloux d'or, deux en chef et un en pointe (d'azzurro, alla fascia d'argento accompagnata da tre pietre d'oro) |
|        | Guntzviller mi-coupé d'or au lion d'azur, armé, lampassé et couronné d'or, et parti d'azur et d'argent (semipartito: nel 1º d'oro, al leone d'azzurro, armato, lampassato e coronato d'oro; nel 2º partito d'azzurro e d'argento) |

## H
| Stemma | Nome del comune e blasonatura |
| ------ | --- |
|        | Hanviller de sinople au massacre d'or surmonté d'une étoile de six rais de gueules, à la bordure d'or (di verde, al massacro d'oro sormontato da una stella di sei raggi di rosso, alla bordura d'oro) |
|        | Haspelschiedt d'or à la fasce bretessée de gueules (d'oro, alla fascia doppiomerlata di rosso) |
|        | Haute-Kontz fascé d'or et d'azur à trois coquilles d'argent (fasciato d'oro e d'azzurro, a tre conchiglie d'argento attraversanti) |
|        | Havange d'argent à trois chevrons de gueules, accompagné en chef de deux serres d'aigle de sable affrontées (d'argento, a tre scaglioni di rosso, accompagnati in capo da due zampe d'aquila di nero affrontate) |
|        | Hestroff De gueules au mouton d'argent surmonté de trois coquilles du même rangées en chef. (di rosso, al montone d'argento sormontate da tre conchiglie dello stesso ordinate in fascia nelcapo) |
|        | Holving de sable à la bande échiquetée d'argent et de gueules de deux tires, accompagnée de deux ours d'or, posés dans le sens de la bande, celui de la pointe renversé (di nero, alla banda scaccata d'argento e di rosso di due file, accompagnata da due orsi passanti d'oro, posti nel senso della banda, quello in punta rovesciato) |

## J
| Stemma | Nome del comune e blasonatura |
| ------ | --- |
|        | Jussy mi-parti : au premier de gueules aux trois besants d'or, le premier chargé d'une ombre de croisette pattée, au second d'azur à l'aigle bicéphale d'or. (semipartito: nel 1º di rosso, a tre bisanti d'oro, il primo caricato da un'ombra di crocetta patente; nel 2º d'azzurro, all'aquila bicipite d'oro) |

## L
| Stemma | Nome del comune e blasonatura |
| ------ | --- |
|        | Laquenexy d’argent au cep de vigne de sinople, mouvant de la pointe, fruité de pourpre, au franc-quartier de gueules à la fleur de lys d’argent d'où naissent deux palmes de sinople. (d'argento, al ceppo di vite di verde, movente dalla pinta, fruttato di porpora, al quartier franco di rosso al giglio d'argento da cui nascono due palme di verde) |
|        | Lemberg d'azur au cerf d'or buvant dans les flots d'argent, au chef de gueules chargé d'un vase de cristal au naturel (d'azzurro, al cervo d'oro bevente da flutti d'argento, al capo di rosso caricato di un vaso di cristallo al naturale) |
|        | Lessy D'azur à la fasce d'argent, accompagnée en chef de deux étoiles d'or et en pointe d'un cor de chasse du même, lié à une quintefeuille aussi d'or posée juste au-dessus de la fasce. (d'azzurro, alla fascia d'argento, accompagnata in capo da due stelle d'oro e in punta da un corno da caccia dello stesso, legato a una cinquefoglie pure d'oro posta al di sopra della fascia) |
|        | Liederschiedt de sinople au mouton d'argent accompagné en chef d'une fleur de lys d'or, à la bordure du même (di verde, al montone d'argento accompagnato in capo da un giglio d'oro; alla bordura dello stesso) |
|        | Lommerange d'azur à la crosse d'or senestrée d'une épée haute d'argent garnie aussi d’or, le tout accompagné de trois clous de la Passion aussi d'argent, à l'étoile de six rais d'or brochant sur le tout (d'azzurro, al pastorale d'oro sinistrato da una spada alta d'argento, guarnita pure d'oro, il tutto accompagnato da tre chiodi della Passione pure d'argento, alla stella di sei raggi d'oro attraversante sul tutto)                                                                                            |
|        | Longeville-lès-Metz D'argent à la tour de sable posée sur un mont de neuf coupeaux de sinople, mouvant d'une rivière d'azur, au chef de gueules chargé de trois besants d'or, le premier surchargé d'une ombre de croisette pattée (d'argento alla torre di nero posata sopra un monte di nove cime di verde, movente da un fiume d'azzurro, al capo di rosso caricato da tre bisante d'oro, il primo sovraccaricato da un'ombra di crocetta patente)                                                                        |
|        | Loutremange (stemma del villaggio prima della sua fusione in Condé-Northen) Écartelé d'or et de gueules, au premier et au quatrième à la croix pattée ancrée de gueules, au deuxième à la fasce d'argent surmontée d'une rose d'or, au troisième à la fleur de lys d'argent à deux palmes de sinople issantes (inquartato d'oro e di rosso: nel 1º e 4º alla croce ancorata patente di rosso; nel 2º alla fascia d'argento sormontata da una rosa d'oro; nel 3º al giglio d'argento a due palme di verde uscenti dal giglio) |

## M
| Stemma | Nome del comune e blasonatura |
| ------ | --- |
|        | Marly De gueules au lion d'argent, couronné, armé et lampassé d'or (di rosso, al leone d'argento, coronato, armato e lampassato d'oro) |
|        | Mécleuves Parti : au premier de gueules au dextrochère de carnation, vêtu d'azur, mouvant d'une nuée d'argent, tenant une épée du même, garnie d'or, accostée de deux cailloux du même, au second d'azur au lion d'or surmonté de trois étoiles du même rangées en chef, aux trois fasces cousues de gueules brochant sur le tout (partito: nel 1º di rosso, al destrocherio di carnagione vestito d'azzurro, movente da una nuvola d'argento e tenente una spada dello stesso, guarnita d'oro e accostata in capo da due pietre pure d'oro; nel 2º d'azzurro, al leone d'oro sormontato da tre stelle dello stesso ordinate in fascia nel capo, a tre fasce cucite di rosso attraversanti sul tutto)                                                                      |
|        | Meisenthal de gueules au gobelet de verre au naturel, chaussé d'hermines (di rosso, al calice di vetro al naturale, calzato d'armellino) |
|        | Metz parti d'argent et de sable (partito d'argento e di nero) |
|        | Monneren écartelé : au premier d'azur au lion couronné d'argent, au deuxième de gueules à l'alérion d'argent, au troisième de gueules à la fasce échiquetée d'azur et d'argent de deux tires, au quatrième d'argent à la patte d'aigle de sable posée en barre (inquartato: nel 1º d'azzurro, al leone coronato d'argento; nel 2º di rosso, all'alerione d'argento; nel 3º di rosso, alla fascia scaccata d'azzurro e d'argento di due file; nel 4º d'argento, alla zampa d'aquila di nero posta in sbarra) |
|        | Montigny-lès-Metz parti : au premier de gueules au dextrochère de carnation vêtu d'azur mouvant d'une nuée d'argent, tenant une épée du même garnie d'or et accostée de deux cailloux aussi d'or, au second coupé : au 1 d'argent à la croix alésée potencée d'or cantonnée de quatre croisettes du même, au 2 de gueules à la bande d'argent surmontée d'une rose d'or (partito semitroncato: nel 1º di rosso, al destrocherio di carnagione vestito d'azzurro, movente da una nuvola d'argento e tenente una spada dello stesso, guarnita d'oro e accostata in capo da due pietre pure d'oro; nel 2º d'argento, alla croce scorciata potenziata d'oro, accantonata da quattro crocette dello stesso; nel 3º di rosso, alla banda d'argento sormontata da una rosa d'oro) |
|        | Morhange D'azur au monde d'or, cintré de sable, surmonté d'une croix d'or (d'azzurro, al mondo d'oro, centrato di nero, crociato d'oro) |
|        | Moyenvic Parti d'or et d'azur. (partito d'oro e d'azzurro) |

## N
| Stemma | Nome del comune e blasonatura |
| ------ | --- |
|        | Niderviller écartelé d'argent à la bande coticée de sable et de sable semé de fleurs de lys d'argent, une croix de Lorraine de gueules accostée des lettres N et V du même brochant en abîme sur le tout (inquartato d'argento, a tre cotisse di nero, e di nero seminato di gigli d'argento, alla croce di Lofrena di rosso accostata dalle lettere N e V dello stesso, attraversante in cuore sul tutto) |
|        | Noisseville d'argent au dextrochère d'azur tenant une épée du même mouvant d'une nuée du champ, une croix patriarcale de gueules brochant sur le tout (d'argento, al destrocherio d'azzurro, tenente una spada dello stesso movente da una nuvola del campo, alla croce patriarcale di rosso attraversante sul tutto)                                                                                      |
|        | Northen (stemma del villaggio prima della sua fusione in Condé-Northen) D'argent à la bande ondée d'azur, au chef de gueules chargé de trois coquilles d'or (d'argento, alla banda ondata d'azzurro; al capo di rosso caricato di tre conchiglie d'oro) |

## O
| Stemma | Nome del comune e blasonatura |
| ------ | --- |
|        | Ommeray de gueules à la croix au pied fiché d'or issant d'un croissant d'argent accosté de deux saumons d'argent et de deux cailloux d'or en chef (di rosso, alla croce fitta d'oro, nascente da un crescente d'argento accostato da due salmoni d'argento e da due pietre d'oro in capo) |
|        | Oudrenne de gueules à la clef contournée d'or en pal, une crosse d'argent brochant en bande (di rosso, alla chiave rivoltata d'oro posta in palo, al pastorale d'argento attraversante in banda)                                                                                          |

## P
| Stemma | Nome del comune e blasonatura |
| ------ | --- |
|        | Pange Ecartelé : aux 1er et 4ème d'or, à la bande de gueules chargée de trois alérions d'argent ; au 2ème de gueules, à la fleur de lys d'argent d'où naissent deux palmes de sinople ; au 3ème de gueules, à deux clefs adossées, entrelacées d'or accostées de deux croisettes de Lorraine d'argent (inquartato: il 1º e 4º d'oro, alla banda di rosso, caricata di tre alerioni d'argento; il 2º di rosso, al giglio d'argento, da cui nascono due palme di verde; il 3º di rosso, a due chiavi addossate, con gli anelli intrecciati, d'oro, accostate da due croci di Lorena d'argento) |
|        | Peltre Fascé d'argent et de gueules de six pièces. (fasciato d'argento e di rosso) |
|        | Phalsbourg Parti de sable à la croix d'argent et d'azur à la fleur de lys d'or. (partito di nero, alla croce d'argento, e d'azzurro, al giglio d'oro) |
|        | Philippsbourg d'or aux trois chevrons de gueules accompagnés en pointe d'une lettre P onciale du même (d'oro, a tre scaglioni alzati di rosso, accompagnati in punta da una lettera P dello stesso) |
|        | Pierrevillers D'azur à une croix de Malte d'argent, cantonnée de quatre croisettes recroisetées au pied fiché d'or (d'azzurro, alla croce di Malta d'argento, accantonata da quattro crocette ricrocettate dal piede fitto d'oro) |
|        | Plappeville de gueules aux sept larmes d'or ordonnées en chef 2 et 5, à la crosse du même brochant en pal chargée en pointe d'un oiseau d'argent. (di rosso, a sette lacrime d'oro ordinate in capo 2 e 5, al pastorale dello stesso attraversante in palo e caricato in punta da un uccello d'argento) |
|        | Plesnois D'azur à deux bars adossés d'or, accompagnés de quatre roses (d'azzurro, a due barbi addossati d'oro, accompagnati da quattro rose poste 1, 2 e 1) |
|        | Pontigny (stemma del villaggio prima della sua fusione in Condé-Northen l'8 novembre 1810) D'argent à deux fasces abaissées de gueules surmontées d'un contour de rose en ombre de sable, vidé du champ et chargé de cinq croissants de gueules (D'argento, alle due fasce abbassate di rosso, sormontate dall'ombra di rosa di nero, vuotata del campo e caricata dai cinque crescenti montanti di rosso.) |
|        | Pournoy-la-Grasse chevronné d'or et d'azur de huit pièces, à trois prunes au naturel brochant sur le tout (scaglionato d'oro e d'azzurro di otto pezzi, a tre prugne al naturale attraversanti sul tutto) |
|        | Pouilly D'or à l'aigle de sable, à la bande de gueules chargée de trois roses d'argent brochant sur le tout. (d'oro, all'aquila di nero, alla banda di rosso caricata di tre rose d'argento attraversante sul tutto) |
|        | Puttelange-aux-Lacs écartelé au 1 de gueules à deux saumons adossés d'argent, cantonnés de quatre croisettes recroisetées au pied fiché du même ; au 2 d'or à un lion de sable, armé et lampassé de gueules ; au 3 d'or à trois fasces d'azur, au 4 de gueules à une rose d'argent (inquartato: nel 1º di rosso, a due salmoni addossati d'argento, accantonati da quattro crocette ricrocettate e fitte dello stesso; nel 2º d'oro, al leone di nero, armato e lampassato di rosso; nel 3º d'oro, a tre fasce d'azzurro; nel 4º di rosso, alla croce d'argento)                             |
|        | Puttelange-lès-Thionville D'or à trois pals de gueules (d'oro, a tre pali di rosso) |

## R
| Stemma | Nome del comune e blasonatura |
| ------ | --- |
|        | Rémering-lès-Puttelange Coupé d'argent à la croix de Lorraine de gueules et d'or à trois pals d'azur (troncato d'argento, alla croce di Lorena di rosso, e d'oro, a tre pali d'azzurro) |
|        | Retonfey Fascé d'or et d'azur de huit pièces; chapé d'azur (fasciato d'oro e d'azzurro di otto pezzi, mantellato d'azzurro.) |
|        | Richeling D'or à trois pals d'azur, une rose d'argent feuillée de sinople brochant sur le tout (d'oro, a tre pali d'azzurro, alla rosa d'argento, fogliata di verde attraversante sul tutto) |
|        | Richemont Ecartelé : au premier, burelé d'argent et d'azur, au lion à la queue fourchue de gueules, armé, lampassé et couronné d'or brochant sur le tout ; au deuxième, fascé d'or et d'azur de six pièces, à trois pals alésés au pied fiché d'or brochant sur le tout ; au troisième, parti de sable et d'argent, à la croix pattée et alésée de gueules brochant sur la partition ; au quatrième, d'or, à la tête de Maure de sable, tortillée et perlée d'argent à laquelle est suspendu un cor de chasse aussi d'or, enguiché, lié et virolé de gueules ; brochant sur la partition de l'écartelé un pont alésé à cinq arches comblées d'azur sommé d'une croix de gueules (Inquartato: il 1º burellato d'argento e d'azzurro, al leone con la coda forcata di rosso, armato, lampassato e coronato d'oro, attraversante sul tutto; il 2º fasciato d'oro e d'azzurro, a tre pali scorciati dal piede aguzzo d'oro, attraversanti sul tutto; il terzo partito di nero e d'argento, alla croce patente, scorciata, di rosso, attraversante sulla partizione; il 4º d'oro, alla testa di moro di nero, attortigliata e perlata d'argento, a cui è sospeso un corno da caccia anch'esso d'oro, imboccato, legato e guernito di rosso; al ponte scorciato di cinque arcate, cimato dalla croce, il tutto di rosso, le arcate riempite d'azzurro, attraversante in cuore sull'inquartato) |
|        | Rombas D’azur à l’épée d’argent, garnie d’or, la pointe en bas, accostée de deux barbeaux d’or, flanqués de deux croisettes, recroisetées au pied fiché du même (d'azzurro, alla spada d'argento, guarnita d'oro, la punta in basso, accostata da due barbi d'oro, fiancheggiati da due crocette ricrocettate col piede fitto d'oro) |

## S
| Stemma | Nome del comune e blasonatura |
| ------ | --- |
|        | Saint-Avold coupé d'un et parti de trois : au premier fascé d'argent et de gueules de huit pièces, au deuxième d'azur semé de fleurs de lys d'or brisé en chef d'un lambel de gueules, au troisième d'argent à la croix alésée potencée d'or cantonnée de quatre croisettes du même, au quatrième d'or aux quatre pals de gueules, au cinquième d'azur semé de fleurs de lys d'or à la bordure cousue de gueules, au sixième d'azur au lion contourné d'or à la queue fourchue, armé, lampassé et couronné de gueules, au septième d'or au lion de sable armé et lampassé de gueules, au huitième d'azur semé de croisettes recroisetées au pied fiché d'or aux deux bars adossés du même brochant sur le tout ; sur le tout d'or à la bande de gueules chargée de trois alérions d'argent. (Armes des ducs de Lorraine) (troncati di uno e partito di tre: nel 1º fasciato d'argento e di rosso di otto pezzi; nel 2º d'azzurro seminato di gigli d'oro, brisato in capo da un lambello di rosso; nel 3º d'argento, alla croce scorciata potenziata d'oro, accantonata da quattro crocette dello stesso; nel 4º d'oro, a quattro pali di rosso; nel 5º d'azzurro seminato di gigli d'oro, alla bordura cucita di rosso; nel 6º d'azzurro, al leone rivoltato d'oro con la coda forcuta, armato, lampassato e coronato di rosso; nel 7º d'oro, al leone di nero, armato e lampassato di rosso; nell'8º d'azzurro seminato di crocette ricrocettate e fitte d'oro, a due barbi addossati dello stesso attraversanti sul tutto; sul tutto d'oro, alla banda di rosso caricata di tre alerioni d'argento) |
|        | Sanry-sur-Nied Coupé : au premier de gueules, à l'agneau pascal d'argent, la banderole croisée du champ ; au deuxième d'or, à la croix de gueules, au franc-canton d'argent chargé d'un lion passant de sable, armé et lampassé de gueules, couronné d'or (troncato: nel 1º di rosso, all'agnello pasquale d'argento; nel 2º d'oro, al quartier franco d'argento caricato da un leone illeopardito di nero, alla croce di rosso attraversante) |
|        | Sarralbe D'argent au sautoir ondé d'azur, cantonné de quatre croix de Lorraine de gueules (d'argento, alla croce di Sant'Andrea ondata d'azzurro, accantonata da quattro croci di Lorena di rosso) |
|        | Sarrebourg D'argent à trois demi-ramures de cerf de gueules chevillées chacune de trois pièces, posées en bande et rangées en barre (d'argento, a tre rami di cervo di tre punte di rosso, posti in banda e ordinati in sbarra) |
|        | Sarreguemines Parti, au premier d'or à la croix patriarcale de gueules, au second du même à l'alérion d'argent (partito: nel 1º d'oro, alla croce patriarcale di rosso; nel 2º dello stesso, all'alerione d'argento) |
|        | Schneckenbusch parti d'argent à trois demi-ramures de cerf de gueules chevillées de trois pièces, posées en bande et rangées en barre, et d'azur au lion couronné d'or (partito: nel 1º d'argento, a tre rami di cervo di tre punte di rosso, posti in banda e ordinati in sbarra; nel 2º d'azzurro, al leone coronato d'oro) |
|        | Scy-Chazelles De gueules à l'église du lieu d'argent, mouvant d'un mur crénelé du même, accompagnée en chef de deux grappes de raisin tigées et feuillées d'or. (di rosso, alla chiesa locale d'argento, movente da un muro merlato dello stesso, accompagnata in capo da due grappoli d'uva fustati e fogliati d'oro) |
|        | Sierck-les-Bains D'or à la bande de gueules chargée de trois coquilles d'argent. (d'oro, alla banda di rosso caricata di tre conchiglie d'argento) (il disegno rappresenta le conchiglie poste a piombo invece che nel senso della banda) |
|        | Sturzelbronn D'or au lion de sable, terrassé ondé d'azur, à la cotice de gueules (d'oro, al leone di nero, terrazzato ondato d'azzurro, alla cotissa di rosso attraversante) |

## T
| Stemma | Nome del comune e blasonatura |
| ------ | --- |
|        | Thionville D'azur au château donjonné de trois tourelles d'or, celle du milieu plus haute, le tout maçonné de sable (d'azzurro, al castello torricellato di tre pezzi d'oro, quello centrale più alto, il tutto murato di nero)                                                         |
|        | Tritteling-Redlach de gueules à un Saint Martin à cheval donnant la moitié de son manteau à un pauvre, accompagné de trois glands, le tout d'argent (di rosso, al San Martino a cavallo che dona la metà del suo mantello a un povero, accompagnato da tre ghiande, il tutto d'argento) |

## V
| Stemma | Nome del comune e blasonatura |
| ------ | --- |
|        | Le Val-de-Guéblange de gueules au dextrochère de carnation, vêtu d'azur mouvant d'un nuage d'argent tenant une épée du même garnie d'or accostée de deux cailloux du même, à la fasce ondée d'argent brochant sur le tout (di rosso, al destrocherio di carnagione vestito d'azzurro, movente da una nuvola d'argento e tenente una spada dello stesso, guarnita d'oro e accostata in capo da due pietre pure d'oro, alla fascia ondata d'argento attraversante sul tutto) |
|        | Vernéville Écartelé : au premier et au quatrième d'or aux trois fasces ondées d'azur, au deuxième et au troisième de sable aux six billettes d'or ordonnées 3 et 3, au chef du même. (inquartato: nel 1º e 4º d'oro, a tre fasce ondate d'azzurro; nel 2º e 3º di nero, a sei biglietti d'oro ordinati 3 e 3, al capo dello stesso) |
|        | Vic-sur-Seille Parti de gueules et d'argent (partito di rosso e d'argento) |
|        | Volmerange-les-Mines parti: au premier d'azur semé de fleur de lys d'or; au second coupé de gueules au lion issant d'or et d'argent plain. (partito semitroncato: nel 1º d'azzurro seminato di gigli d'oro; nel 2º di rosso, al leone nascente d'oro; nel 3º d'argento pieno) |

## W
| Stemma | Nome del comune e blasonatura |
| ------ | --- |
|        | Waldweistroff écartelé : au premier et au quatrième de gueules au lion d'or, au deuxième d'or au coq de sable, crêté et barbé de gueules, au troisième d'or à la bande d'azur chargée d'un loup d'argent (inquartato: nel 1e 4º di rosso, al leone d'oro; nel 2º d'oro, al gallo di nero, crestato e bargigliato di rosso; nel 3º d'oro, alla banda d'azzurro caricata di un lupo d'argento) |
|        | Willerwald D'argent à la fasce d'azur chargée d'une étoile d'or, accompagnée de trois têtes de genette de gueules, deux en chef et une en pointe (d'argento, alla fascia d'azzurro caricata da una stella d'oro, accompagnata da tre teste recise di genetta, due in capo e una in punta) |
|        | Woustviller De gueules au pal d'argent chargé de trois losanges d'azur, accompagné de quatre roses tigées et feuillées d'argent mouvantes du pal (di rosso, al palo d'argento caricato da tre fusi d'azzurro, da cui escono quattro rami di rosa, i due a destra posti in banda e i due a sinistra posti in sbarra, ciascuno fogliato di due pezzi e fiorito di uno, il tutto d'argento)     |

## Y
| Stemma | Nome del comune e blasonatura                                        |
| ------ | -------------------------------------------------------------------- |
|        | Yutz fascé d'azur et d'or de six pièces (fasciato d'azzurro e d'oro) |

## Z
| Stemma | Nome del comune e blasonatura |
| ------ | --- |
|        | Zommange de gueules à trois bandes courbées d'argent, un gril d'or brochant sur le tout (di rosso, a tre bande centrate d'argento, alla griglia d'oro attraversante sul tutto)                                                                                |
|        | Zoufftgen d'azur à la bande, accompagnée en chef d'une étoile de six rais et en pointe de trois billettes, le tout d'or (d'azzurro, alla banda, accompagnata in capo da una stella a sei raggi e in punta da tre biglietti ordinati in banda, il tutto d'oro) |